# Kościół Podwyższenia Krzyża Świętego w Piotrowicach Świdnickich
Kościół Podwyższenia Krzyża Świętego w Piotrowicach Świdnickich – kościół z XIII w. w  Piotrowicach Świdnickich, w powiecie świdnickim, wpisany do rejestru zabytków nieruchomych województwa dolnośląskiego.
Rzymskokatolicki kościół filialny z 1226, przebudowywany w 1500, i pod koniec XIX w. należy do parafii św. Barbary w Pastuchowie. Na zewnętrznych ścianach świątyni znajduje się siedem płyt kamiennych przedstawicieli rodzin rycerskich (umiejscowionych wtórnie), m.in. Mikołaja (Niclasa, Nicola, zm. 1536) Reibnitza, syna Dypranda I (zm. przed 1492) i Małgorzaty von Lest. Z herbami m.in. ojca i matki. Syn Mikołaja bezdzietny Jerzy (zm. 1571), żonaty z Anną von Schindel, w 1559 sprzedał Piotrowice braciom Krzysztofowi, Jakubowi i Jerzego von Zedlitz z Płoniny.

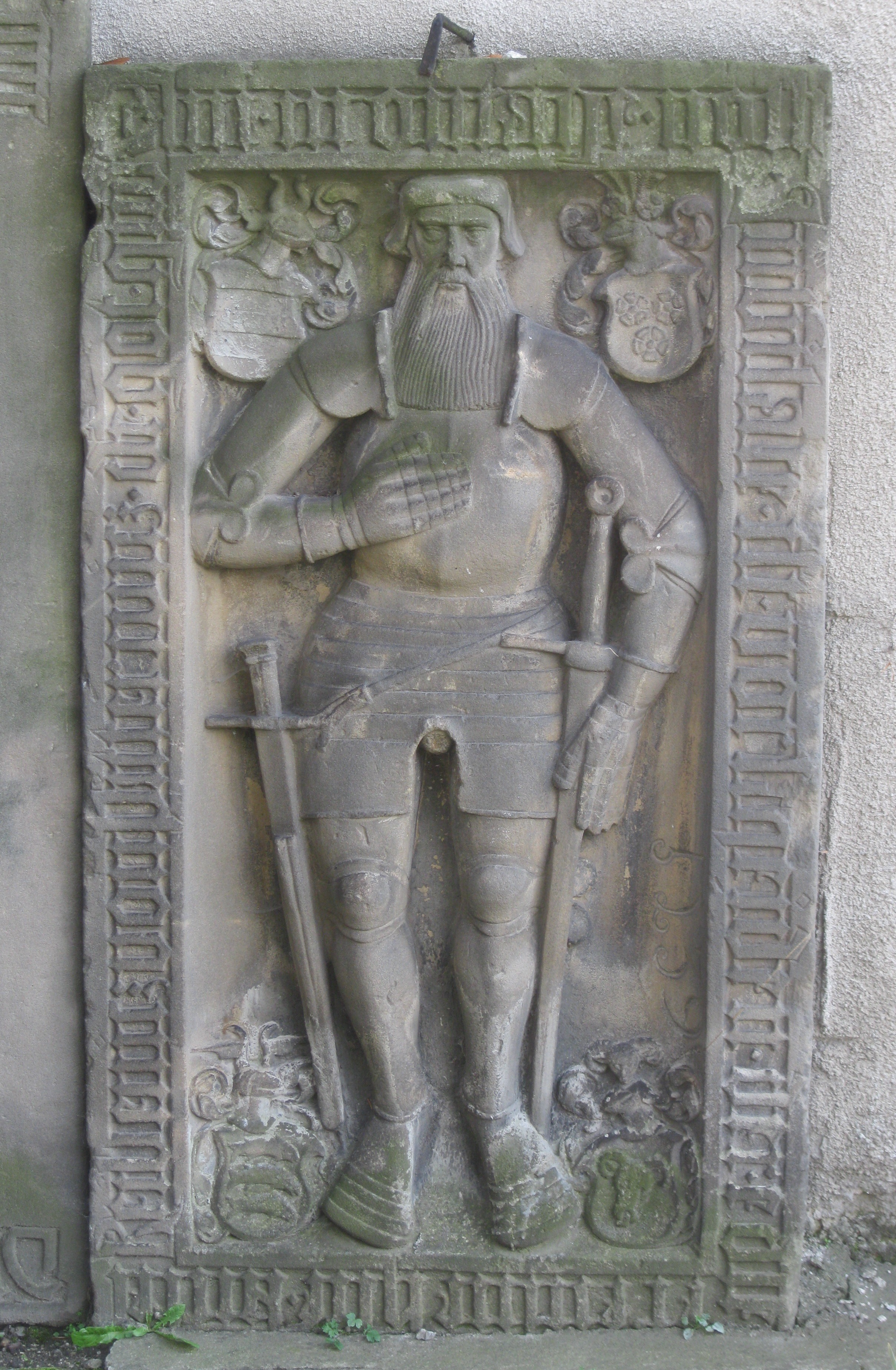
Epitafium Niclasa Reibnitza (zm. 1536)
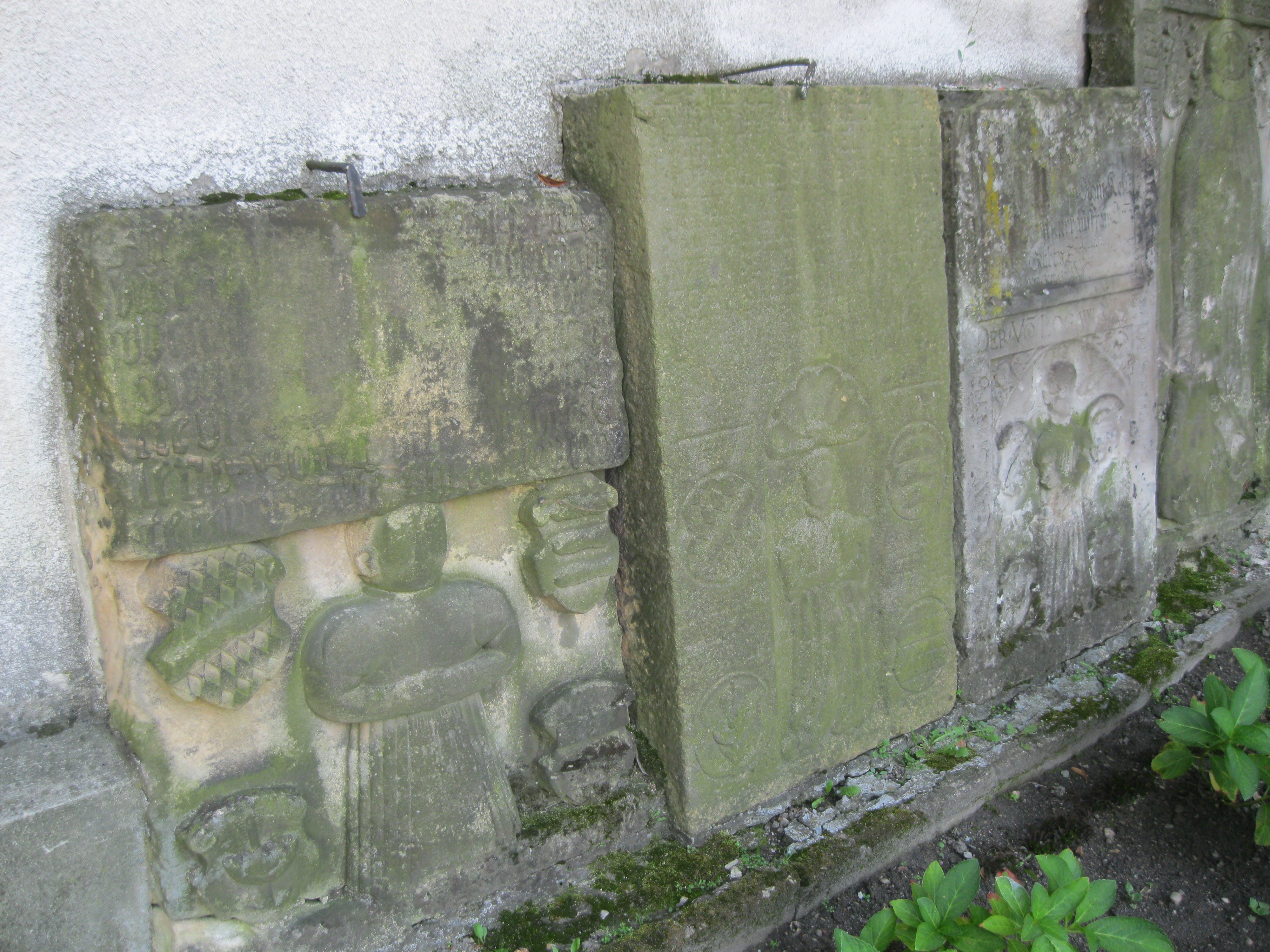
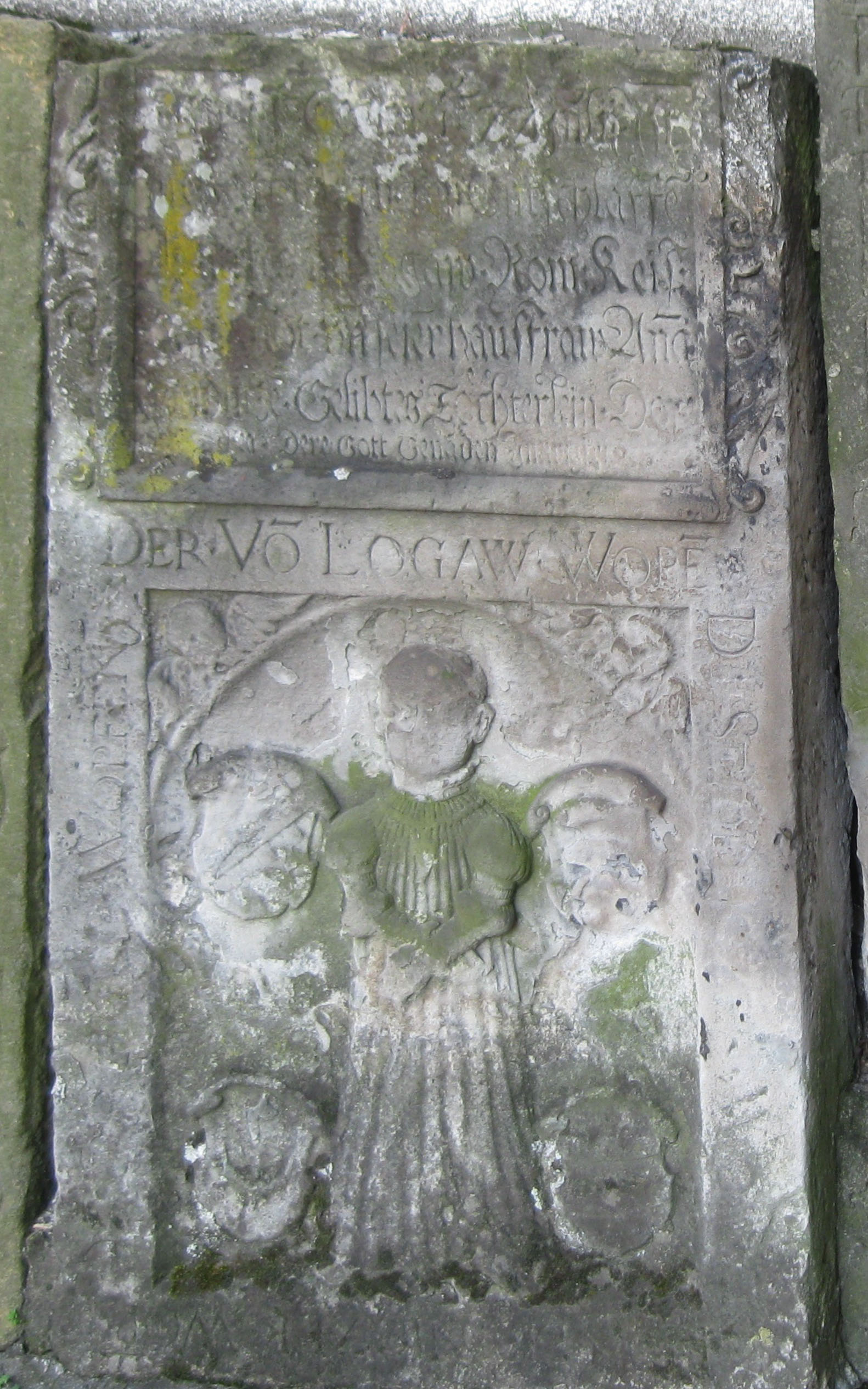
Epitafium córki Anny Logau (zm. 1560)